# Nyżniohirski
Nyżniohirski  (ukr. Нижньогірський, Nyżniohirśkyj; ros. Нижнегорский, Niżniegorskij; krymskotat. Seyitler) – osiedle typu miejskiego w Autonomicznej Republice Krymu, terytorium uznawanym przez większość krajów jako część Ukrainy. Miasto pełni także funkcję centrum administracyjnego rejonu nyżniohirskiego, w którym mieszczą się budynki administracji lokalnej. 